# ウィリアム・ビショップ
ビリー・ビショップ、ウィリアム・エイブリー・ビショップ（Billy Bishop, William Avery Bishop, 1894年2月8日 - 1956年9月11日）は、カナダ出身のイギリス空軍軍人、エースパイロット。
第一次世界大戦で公式に72機撃墜。カナダ・イギリス空軍中1位の撃墜数を保持する。
第二次世界大戦中はイギリス連邦航空訓練計画の設定と推進に尽力した。ビリー・ビショップ・トロント・シティー空港は彼に由来する。

## 生涯

### 生立
ビショップはオンタリオ州オーウェンサウンドにて、ウィリアム・エイブリー・ビショップ・シニアとマーガレット・ルイザ・ビショップ（旧姓グリーン）の4人の子供の3人目として生まれた。父ウィリアムは、オンタリオ州トロントにあるオスゴードホール法科大学院出身の弁護士で、グレイ郡の司法常務官だった。 オーウェンサウンド公立高校・職業訓練校に入学して、ビショップは戦闘機の名声を得て、いじめから自分自身や他の人を簡単に防衛した。彼はチームスポーツを嫌い、水泳、乗馬、射撃などの単独によるスポーツを好んだ。成績は悪く、しばし授業をサボタージュした。
15歳の時、ビショップは段ボール、木箱、ひもで航空機を作り、3階建ての家の屋根から飛び立とうとし墜落。姉妹によって残骸から掘り出されたが、無傷だった。
1911年、オンタリオ州キングストンにあるカナダ王立士官学校（RMC）に入学。ビショップの兄ワースも1903年度卒業生である。在学中、ビショップは「ビッシュ」あるいは「ビル」と呼ばれていた。士官学校でも余り真面目な生徒ではなかったようで、初年度は留年、2年目では真面目に取り組んだものの、3年目ではカンニングが発覚している。

### 第一次世界大戦
1914年後半に第一次世界大戦が勃発すると、ビショップはRMCを去り少尉任官となり、民兵で構成される騎兵連隊「ミシサガ・ホース」に配属。しかし、欧州派遣を目前にして肺炎にかかった。 回復後、第7カナダ山岳猟兵連隊に配属され、その後オンタリオ州ロンドンに駐留した。 ビショップは銃の扱いに優れており、遠距離の射撃を得意とした。
1915年6月6日、家畜船カレドニアに乗船してカナダからイングランドに渡った。 6月21日、アイルランド沖にて船団がUボートの攻撃を受けて2隻が沈没、カナダ軍将兵300人が犠牲となったが、幸いビショップの船は無傷で、6月23日にプリマス港に到着し、西部前線へと向かった。

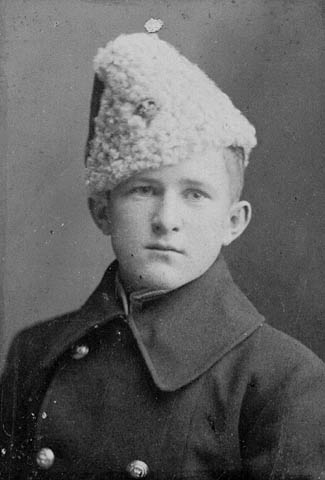
カナダ王立軍事大学在学時のビショップ(1914)

### 観測手として
ビショップは泥を被るばかりで進展のない塹壕戦にすぐに嫌気がさした。1915年7月、英航空隊の飛行機が任務から戻ってきたのを見た後、ビショップは「そっちは綺麗でいいなぁ！泥や馬糞まみれになることもないし、戦死してもせめて綺麗なまま死ねるだろうしさ。」とぼやいたという。
フランスにいた同年、彼は王立航空隊に転属し、英国へと戻る。飛行学校にパイロットのために利用できる場所がなかったので、彼は観測手に志願した。 9月1日、ネザーエイヴォン飛行場の第21航空隊にて初等航空指導を受ける。最初に訓練した航空機はアブロ 504で、操縦者はロジャー・ネビル中尉だった。ビショップは空中写真を撮るのが得意で、すぐに観測撮影の訓練担当になった。航空隊は1916年1月にフランスに派遣され、サントメールのボワダンエム飛行場に駐留した。使用機はR.E.7偵察機である。
ビショップの最初の戦闘任務は、イギリス軍の砲兵部隊の着弾観測だった。ビショップとパイロットのネヴィルは、ボワダンエム近郊のドイツ軍の前線を飛行し、榴弾砲を発見次第、その座標を英軍に報告する任務であった。報告された榴弾砲はただちに砲兵が砲撃して破壊した。以降、数か月間の任務は主に偵察と爆撃で、敵機と空中戦を展開する事はなかった。16年4月、離陸直後にエンジンが停止して墜落し、膝に重傷を負った。16年5月にロンドンを出発している間に怪我は悪化し、ビショップはブライアンストン広場の病院に入院した。そこにいる間、彼はウィンストン・チャーチルとヒュー・セシル空軍長官とも友人だった社交界のレディ・セントヘリアと親しくなる。レディ・セントヘリアはビショップがカナダで回復するよう取り計らった。
ビショップは1916年9月にイングランドに戻ると、セントヘリアの影響でパイロットとなる事を志願、ウィルトシャー州はソールズベリー平原のアップエイヴォンにあるセントラルフライングスクールのパイロットとして訓練した。彼の最初の単独飛行はモーリス・ファルマンの「ショートホーン」で行われた。

### 戦闘機パイロット

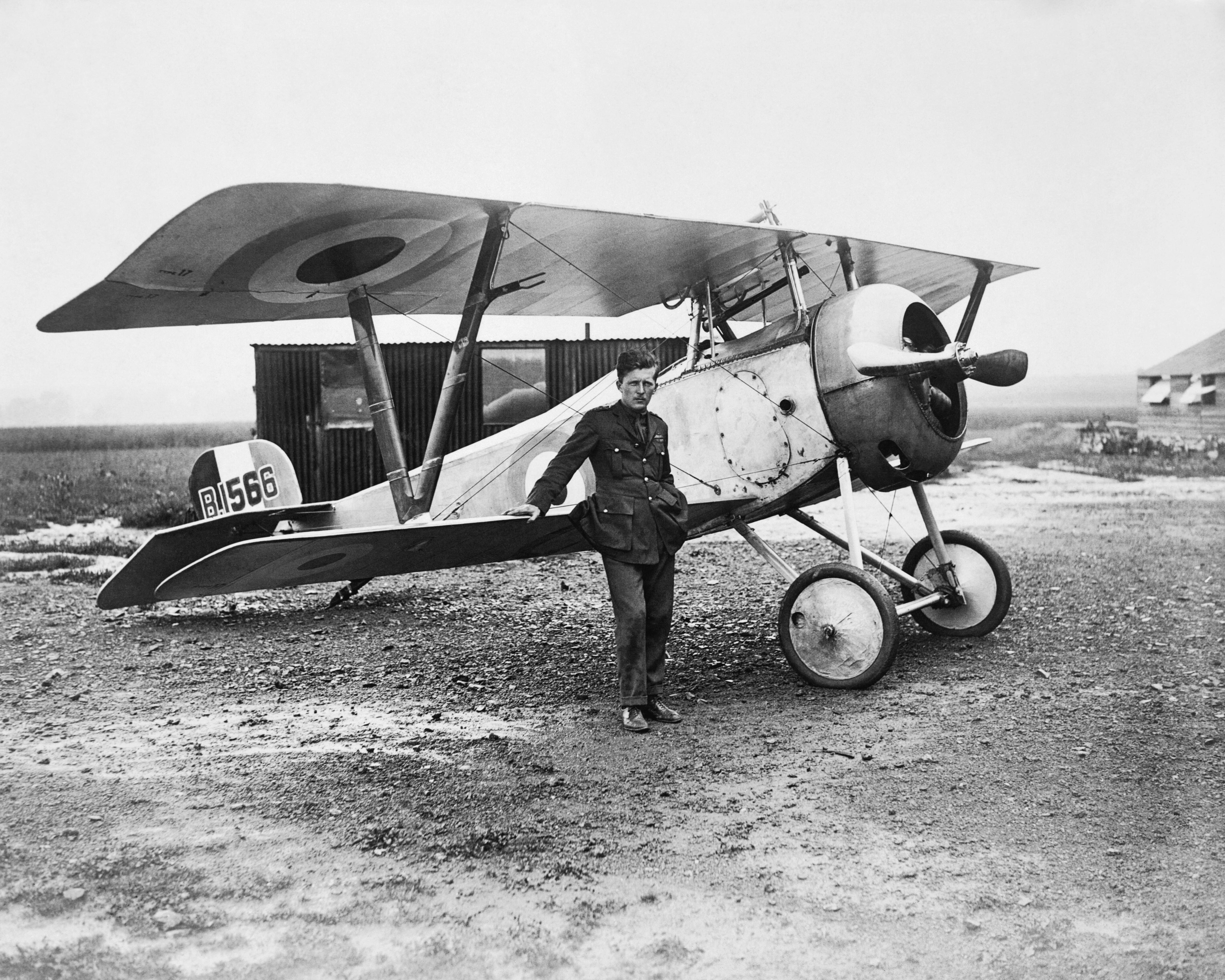
ビショップとニューポール 17戦闘機、フランスのFilescampで

訓練修了後の1916年11月、ビショップはエセックス州サットン農場（のちのホーンチャーチ飛行場）駐屯の第37飛行隊に配属される。乗機はBE.2cで、ロンドン上空へ飛来するドイツ軍飛行船の夜間索敵を任務としたが、ビショップはこの任務を嫌い、すぐにフランスへの異動を要求した。
1917年3月17日、ビショップはアラス近郊のFilescamp Farmに駐屯する第60航空隊に到着し、そこでニューポール 17戦闘機を受領した。その当時、ドイツのエースはイギリスの航空機を5対1で囲い込み撃墜する戦術を展開しており、同隊の新米パイロットの平均寿命は11日と言われていた。 3月22日、ビショップは初任務に出撃するが、それは成功とは言い難かった。彼は、自分の滑走路上の航空機を操縦するのに問題があり、対空射撃でほぼ撃墜され、そして彼の僚機とは分離された。 3月24日、ジョン・ヒギンズ将軍の前で練習飛行中に航空機を墜落させる失態を犯し、アップエイヴォンの飛行学校に戻るよう命じられた。しかし、60航空隊の新司令官であるアラン・スコット少佐は、補充が到着するまで彼を留まらせるよう慰留した。
翌日、ビショップは僚機3機ともにセントレジャー近郊にてアルバトロス D.III偵察機3機と交戦し1機を撃墜、これが初戦果とされる。この時撃墜したのはプロイセン王国第5飛行中隊の撃墜数12のエースレナトゥス・テイラー中尉とされる（ただし、Shores（1991）によれば、テイラーが撃墜されたのは3月24日に第70航空隊のソッピース キャメルとの交戦である；それゆえビショップの主張は既知の損失と一致しない。）しかし、ビショップもエンジンが停止し、ドイツの最前線から300ヤード（270 m）しか離れていない無人地帯に不時着。無人地帯を駆け抜けた後、連合軍の塹壕に飛び込み、暴風雨の降りしきる地上で夜を過ごした。この時、ビショップは「この手紙は我が軍の最前線から300ヤードの塹壕にて書いています。人生最高にハラハラする冒険をしてきた後でね」との出だしで始まる手紙を家族にあてて書いた。ヒギンズ将軍は彼の戦果と帰還を褒め称え、この出来事ののち、飛行学校での再教育は撤回された。1917年3月30日に、ビショップは飛行指揮官に任命された。翌日、彼は2度目の戦果を果たす。ビショップは、戦隊の同志たちとの通常の巡回に加えて、スコット少佐の恩恵を受けて、間もなく敵の占領地域に潜入する多くの非公式の「一匹狼」任務を行った。その結果、撃墜された敵機の総数は急増した。 4月8日に、彼は5回目の戦果を獲得し、エースになった。これを祝うために、ビショップの整備士はエースの印として航空機の鼻を青く塗った。当時の大英帝国最高得点のエースであった元60航空隊メンバーのアルバート・ボール大尉は、赤いスピナーを装着していた。

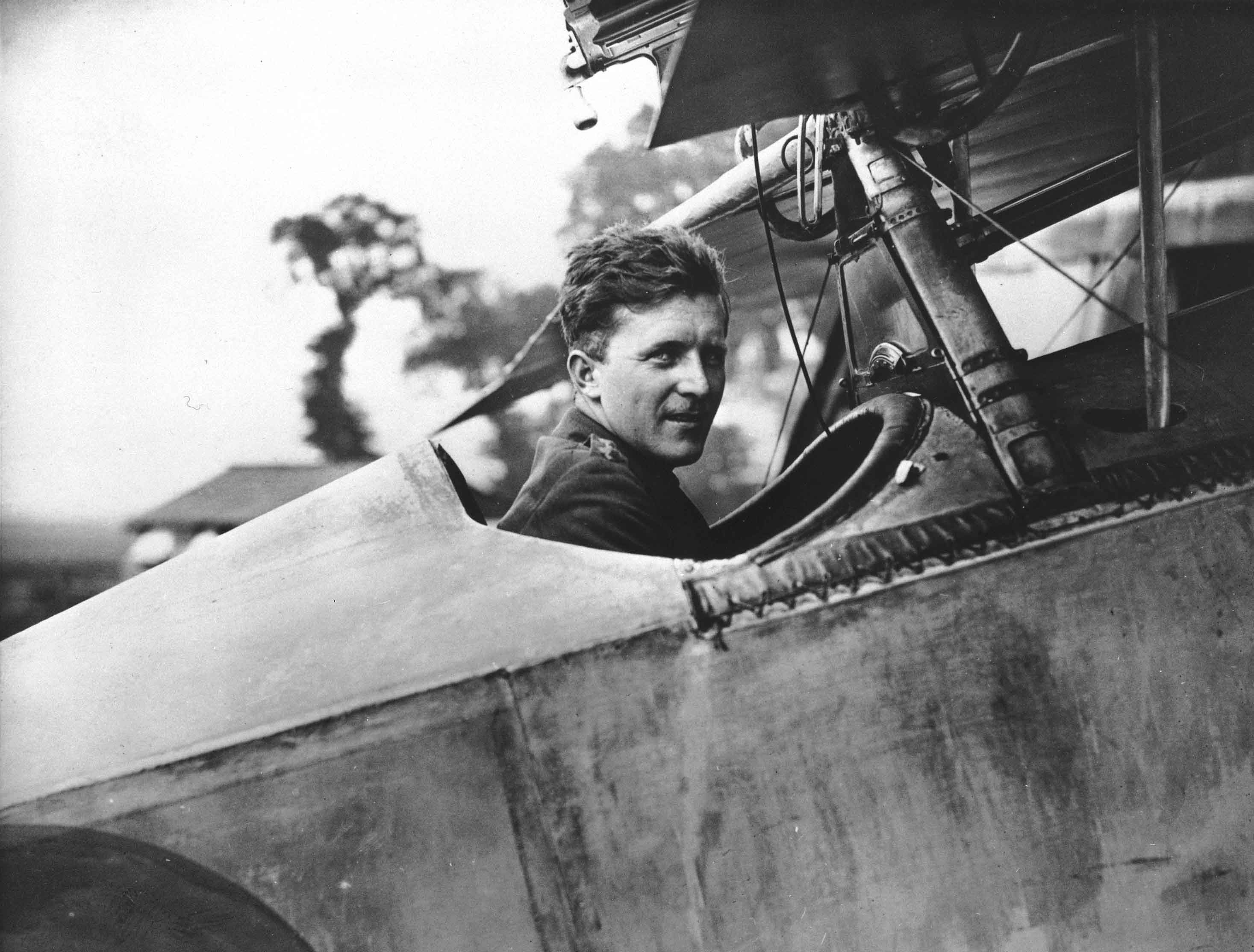
ニューポール 17に搭乗するビショップ(1917年8月)

ビショップの無制限の飛行スタイルは常に「編隊の先頭を飛び」、僚機を敵地での空戦へと導くものであった。ビショップはすぐにこれが彼が撃墜されるのを見ることができることに気づいた。ある偵察任務の後、整備士が集計した彼の乗機の弾痕数は210個もあった。斬新な攻撃を駆使した彼の戦術は成功を収めた。彼は4月だけで12機の撃墜を申告し、ミリタリークロスを受章、またVimy Ridgeの戦いへの参加後は大尉への昇進を勝ち取った。ビショップと、彼の青鼻の愛機の活躍はドイツ人からも認識され、彼らはビショップを「地獄の乙女」と呼び始めた。エルンスト・ウーデットは彼を「英国最大の偵察エース」と呼び、またある飛行中隊は彼の首に賞金を賭けた。
4月30日、「レッド・バロン」ことマンフレート・フォン・リヒトホーフェン率いる第11飛行中隊と遭遇するも帰還に成功。 5月、ビショップは敵4機に追われながらも別の敵機2機を撃墜したことで、殊功勲章を受章した。
1917年6月2日、ビショップは単独の任務を遂行し、前線後方にあるドイツ軍の飛行場を攻撃、そこで彼は迎撃に上がろうとしていた3機を撃墜し、さらに数機を地上撃破したと申告した。それは彼が自身の戦果を脚色した可能性が示唆されているが、この偉業のために、ビショップはビクトリアクロス（VC）を授与された。彼のVC（1917年8月30日授与 ）は証人を要する規定に違反して授与された2つのうちの1つであった（もう1つは無名戦士）。双方の記録は失われているため、証人がいたかどうかを確認する方法はない。他の証人からの確認や検証を必要とせずに戦果を主張できるようにすることは、当時一般的なやり方だったようだ。
7月には、第60飛行隊は操縦者の視認性をより良好に備えた、より速くより強力な新型航空機であるRAF S.E.5を受領した。 1917年8月に、ビショップは後期アルバートボールを勝利で通過させ、RFCで（一時的に）最高得点のエースとなり、リヒトホーフェン、ルネ・フォンクに次いで第3位のエースとなった。

### 帰国後
1917年秋、ビショップはカナダに休暇で帰国すると英雄として歓迎され、厭戦感が広まりつつあったカナダ国民の士気を高めた。1917年10月17日、長年の婚約者、マーガレット・イートン・バーデンと結婚した。結婚式の後、イギリスの軍事ミッションに選抜され、アメリカの航空隊創設を支援するためにワシントンD.C.に赴く。そこに駐留している間、Winged Warfareという自伝を書いた。

### 再びヨーロッパへ

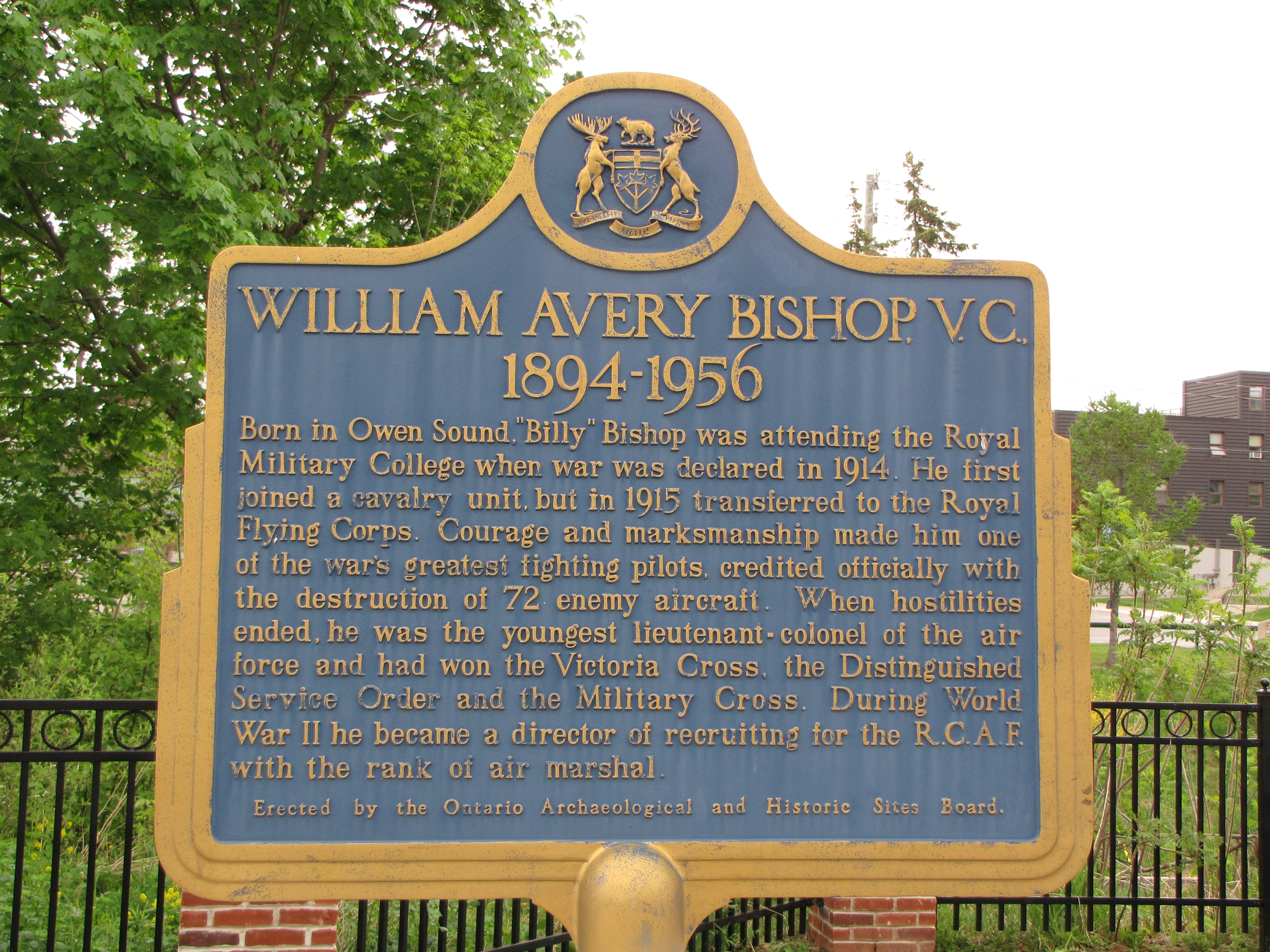
オーウェンサウンドに立つビリー・ビショップ記念碑

1918年4月にイングランドに戻ったとき、ビショップは少佐に昇進し、第85飛行隊「フライングフォックス」の指揮を任ぜられた。これは新しく編成された部隊であり、ビショップはパイロットの人事権を与えられた。部隊はSE5a偵察機を装備し、1918年5月22日にフランスのプチ＝シンセに向かった。ビショップはその地域と敵情に慣れてきた5月27日、単独で前線に向かった。 1917年8月以来、彼は最初の戦闘でドイツの観測機を撃墜し、次の日にはさらに2機を追跡した。 5月30日から6月1日まで、ビショップはドイツのエース、パウル・ビリクを含む6機の航空機を撃墜し、イギリスのジェームズ・マッカデン（57機撃墜）を抜いた59機撃墜を申告。ビショップはカナダのみならず、今や連合国軍有数のエースと謳われるまでになったのだった。
一方、カナダ政府はビショップが撃墜された場合の軍の士気への影響についてますます危機感を募らせており、6月18日、カナダ軍航空軍団の新設に協力するためイギリスに戻るようビショップに命じた。ビショップは、フランス戦線への復帰早々来たこの命令に不満だったようで、自身の妻への手紙に「これはとても厄介だね」と書いている。その命令は、彼に6月19日正午までにフランスを去るよう明記していた。その日の朝、ビショップは最後の単独偵察を行ったが、そこで敵機と遭遇、わずか15分の戦闘で5機を撃墜したとしている。内訳は、ファルツ D.IIIa偵察機2機を撃墜、他の2機を互いに衝突させ、そして偵察機を撃墜したと主張した。
8月5日、ビショップは中佐に昇進し、「カナダ遠征軍総司令部参謀本部空軍部司令」に任命された。カナダ本国への報告から戦地に船で戻る途中、停戦のニュースを受ける。ビショップは12月31日をもってカナダ遠征軍から退任し、カナダに帰国した。
終戦までに、彼は敵機同士の衝突2回計4機、「制御不能」に至らしめた16機、飛行船2機を含む計72機の撃墜を主張した。ヒュー・ハリデー、ブレアトン・グリーンホスら軍事歴史家（いずれもカナダ王国空軍公式の歴史家）は、実際の合計がはるかに少ないことを示唆した。またグリーンホスは、破壊された敵機の実際の総数は27に過ぎないと所感している。

### 戦間期

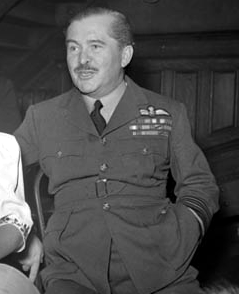
ウィリアム・ビショップ空軍中将(1942年)

戦後、ビショップはアメリカの主要都市を見学し、空中戦についての講演を行なった。彼は輸入会社インターアライド・エアクラフト・コーポレーションを設立し、同僚のウィリアム・バーカーと短期間の旅客航空サービスを提供したが、法的および財政的問題、そして深刻な衝突があり、会社は解散した。 1921年、ビショップと彼の家族はイギリスに移り、そこで航空関連の様々な事業で生計を立てた。1928年、ベルリンのドイツ空軍協会の名誉会員になった。また、1929年にはブリティッシュエアラインズの会長に就任した。しかし、1929年の墜落事故で家族ごと無一文となってしまい、カナダに戻り、そこでマッコール＝フロンテナック・オイル・カンパニーの副社長に就任した。

### 第二次世界大戦
1936年1月、ビショップは最初のカナダ空軍少将に任命された。また、1939年の第二次世界大戦勃発直後、カナダ空軍中将に昇進した。彼は大戦中、カナダ空軍の人事補充担当局長を務めた。彼はこの役割で非常に成功していたので、多くの志願者を却下しなければならなかった。ビショップはカナダ全土でパイロットを訓練するためのシステムを作成し、第二次世界大戦中にカナダで167,000人を超える飛行士を訓練したイギリス連邦空軍訓練計画の設定と促進に尽力した。 1942年、彼はハリウッドのカナダ空軍へのリスペクトとして映画 『空軍の暴れん坊』に本人役で登場している。
1944年までに戦争のストレスはビショップの健康に深刻な悪影響を及ぼし、1952年に引退する前にカナダ空軍での職を辞任し、ケベック州モントリオールの民間企業に戻った。彼の息子は後年、1944年の50歳の誕生日の時には70歳に見えたとコメントした。しかし、ビショップは民間航空機の戦後の驚異的な成長を予測しながら、航空業界で活躍し続けた。いくつかの組織を新興分野に持ち込もうとした彼の努力は、モントリオールに国際民間航空機関（ICAO）を設立することにつながった。彼は現時点で世界規模の空軍力の国際統制を提唱している2冊目の本、Winged Peaceを書いた。

### 戦後
朝鮮戦争が勃発すると、ビショップは再び空軍への復帰を申し出たが、既に健康状態が悪く、空軍当局に丁重に断られた。 1956年9月11日、フロリダ州パームビーチで冬を過ごしながら62歳で眠りについた。葬儀は、オンタリオ州トロントで空軍栄誉礼により行われた。遺体は火葬され、遺灰はオンタリオ州オーウェンサウンドのグリーン＝ウッド墓地にある家族の墓に埋葬された。 1956年9月19日、イギリス・ブリストルのセント・ポール教会で、空軍中将ビショップの記念式典が行われた。

## 家族
1917年10月17日、トロントのティモシー・イートン記念教会で、長年の婚約者、マーガレット・イートン・バーデンと結婚した。その祖父のティモシー・イートンはカナダの大手デパートチェーンイートンズ（1999年倒産）創業者であり、また弟にはビショップと同じくカナダ人エースのヘンリージョン・バーデン（16機撃墜）がいる。息子ウィリアムと娘マーガレットは二人とも飛行士になった。
- ウィリアム・アーサー・クリスチャン・エイブリー・ビショップ（William Arthur Christian Avery Bishop、1923年ロンドン出身 - 2013年トロントにて没）は第二次世界大戦中に彼の父と同じ道を歩み、1944年に第401飛行隊（英語版）スピットファイアの搭乗員を務めた。戦後、ジャーナリストに転身、広告担当重役、起業家そして作家になった。プリシラ・ジャン・Aylenと結婚し、ダイアナ、ウィリアムの二人の子供をもうけた。
- マーガレット・マリーズ・ウィリス＝オコーナー（Margaret Marise（Jackie）Willis-O’Connor、1926年ロンドン出身 - 2013年オタワにて没）は第二次世界大戦中に空軍の無線通信士となり、1944年に「無線火花記章[49]」を授与されている[50]。